# Roger De Wulf
Roger Pierre De Wulf (Vilvoorde, 5 januari 1929 – Machelen, 4 april 2016) was een Belgisch politicus voor de SP.

## Levensloop
Hij werd geboren te Vilvoorde, maar verhuisde op tienjarige leeftijd naar Machelen. Aldaar was hij lid van de socialistische jeugdbeweging.
Na zijn jeugd ging hij aan de slag als ambtenaar bij het Rijksinstituut voor Ziekte- en Invaliditeitsverzekering (RIZIV). Deze job voerde hij uit tot 1974. Zijn politieke carrière begon in 1958 als gemeenteraadslid voor de BSP te Machelen. Vanaf 1961 combineerde hij dit met de functie van provincieraadslid van Brabant. In 1971 gaf hij zijn mandaat als gemeenteraadslid door en werd hij gedeputeerde voor de provincie Brabant, een functie die hij uitoefende tot 1974. Bij de verkiezingen van 1974 werd hij voor de kieskring Brussel verkozen in de Kamer van volksvertegenwoordigers. Hij bleef er zetelen tot in 1985.
Hij was van 1977 tot 1979 Staatssecretaris voor Economische en Sociale Zaken in de regeringen Tindemans IV en Vanden Boeynants II. Van 1979 tot 1981 was hij Minister van Tewerkstelling en Arbeid. Zijn belangrijkste verwezenlijking in deze functie was de aanpassing aan het systeem van de sociale uitkeringen. Zo creëerde hij naast de twee oorspronkelijke categorieën van uitkeringsgerechtigden (met gezinslast en zonder gezinslast) een derde categorie (die van de alleenstaanden). In 1985 maakte hij de overstap naar de Senaat, waar hij tot in 1995 zetelde als rechtstreeks gekozen senator.
In de periode april 1974-oktober 1980 zetelde hij als gevolg van het toen bestaande dubbelmandaat ook in de Cultuurraad voor de Nederlandse Cultuurgemeenschap, die op 7 december 1971 werd geïnstalleerd. Vanaf 21 oktober 1980 tot mei 1995 was hij lid van de Vlaamse Raad, de opvolger van de Cultuurraad en de voorloper van het huidige Vlaams Parlement. In de Vlaamse regeringen Geens I en Geens IV, was hij respectievelijk van 1981 tot 1985 minister van Gezondheidsbeleid en van 1988 tot 1992 minister van Tewerkstelling. In deze hoedanigheid realiseerde hij de modernisering van de psychiatrie, die - naar zijn mening - tot dan in de Middeleeuwen vertoefde.
In 1976 werd hij opnieuw gemeenteraadslid van Machelen en vanaf 1982 was hij burgemeester van de gemeente. In 2000 besloot de toen 71-jarige De Wulf geen nieuw mandaat als burgemeester van Machelen op te nemen.
Hij overleed in 2016 op 87-jarige leeftijd.